# Richardia (plant)
Richardia is een geslacht uit de sterbladigenfamilie (Rubiaceae). De soorten komen voor in de warmgematigde en (sub)tropische delen van het Amerikaanse continent.

## Soorten
- Richardia arenicola (Britton & P.Wilson) W.H.Lewis & R.L.Oliv.
- Richardia boliviensis W.H.Lewis & R.L.Oliv.
- Richardia brasiliensis Gomes
- Richardia ciliata (Britton & P.Wilson) W.H.Lewis & R.L.Oliv.
- Richardia coldenioides Rusby
- Richardia cruciata Rusby
- Richardia gandarae Rzed.
- Richardia grandiflora (Cham. & Schltdl.) Steud.
- Richardia humistrata (Cham. & Schltdl.) Steud.
- Richardia lomensis (K.Krause) Standl.
- Richardia muricata (Griseb.) B.L.Rob.
- Richardia pectidifolia (Urb.) Borhidi
- Richardia pedicellata (K.Schum.) Kuntze
- Richardia scabra L.
- Richardia schumannii W.H.Lewis & R.L.Oliv.
- Richardia stellaris (Cham. & Schltdl.) Steud.
- Richardia tricocca (Torr. & A.Gray) Standl.

... · 
Afrocanthium · 
Asperula (Bedstro) · 
Atractocarpus · 
Belonophora · 
Bouvardia · 
Breonadia · 
Byrsophyllum · 
Callipeltis · 
Cephalanthus (Kogelbloem) · 
Chassalia · 
Cinchona · 
Coffea (Koffie) · 
Coprosma · 
Cruciata · 
Deppea · 
Galium (Walstro) · 
Gardenia · 
Genipa · 
Morinda · 
Nertera · 
Pentas · 
Plocama · 
Portlandia · 
Psydrax · 
Richardia · 
Rothmannia · 
Rubia · 
Rutidea · 
Rytigynia · 
Sabicea · 
Sarcocephalus · 
Sericanthe · 
Sherardia · 
Spermacoce · 
Tarenna · 
Tricalysia · 
Uncaria · 
Vangueria · 
Virectaria ·  
Wendlandia · 
...